# Fan Lau Miu Wan
Fan Lau Miu Wan (kinesiska: 分流廟灣, 分流庙湾) är en vik i Hongkong (Kina). Den ligger i den västra delen av Hongkong.